# Doris Hedberg
Doris Linnea Birgitta Hedberg (Skellefteå, 18 febbraio 1936) è un'ex ginnasta svedese.

## Palmarès

### Olimpiadi
- 1 medaglia:
  - 1 argento (Melbourne 1956 a squadre)